# Viktor Merz
Viktor Merz (ur. 13 grudnia 1839 w Odessie, zm. 25 maja 1904 w Lozannie) – szwajcarski chemik, od 1869 do 1893 profesor na Uniwersytecie w Zurychu. Razem z Ebertem zsyntetyzował tzw. kwasy Merza–Eberta (C10H8O6S2).

## Życiorys
Jego ojciec pochodził z Herisau, matka z Genewy. Urodził się w Odessie, od 1852 roku mieszkał w Zurychu. Uczęszczał do Industrieschule, od 1857 do 1860 studiował chemię na Politechnice i Uniwersytecie w Zurychu, gdzie jego nauczycielem był Städeler. W roku akademickim 1861/1862 studiował u Liebiga w Monachium. Doktoryzował się w 1864 w Zurychu. W 1866 habilitował się. Przez następne lata pracował w laboratorium uniwersyteckim wspólnie z Wislizenusem i Weithem. W 1870 roku mianowany profesorem zwyczajnym chemii, na katedrze pozostał do 1893, kiedy to zastąpił go Alfred Werner. Po przejściu w stan spoczynku zamieszkał najpierw w Bazylei, potem przeniósł się do brata do Lozanny, gdzie zmarł.
Był autorem około 170 publikacji. Pamiętany był jako wybitny pedagog, poświęcony nauce, uzdolniony językowo (oprócz niemieckiego znał francuski, angielski, rosyjski i włoski) i obdarzony doskonałą pamięcią.

## Wybrane prace
- Untersuchungen über das Titan, Silicium und Boron. Zürcher & Furrer, 1864
- Victor Merz, Hans Strasser: Ueber die naphtylirten Benzidine. J.A. Barth, 1899